# Blaenau Ffestiniog
Blaenau Ffestiniog er en by i Nordwales i grevskabet Gwynedd i Ffestiniog-dalen mellem bjergkæderne Manod og Moelwyn. Byen ligger også indenfor nationalparken Snowdonia, men er ikke omfattet af denne. Den er for Wales' skiferindustri, men kun én mine er stadig i drift. Byen er også endestation for Conwy Valley Line og smalsporsbanen Ffestiniog railway til Porthmadog. En tredje nu nedlagt jernbane fortsætter ud af byen mod øst til det nu lukkede kernekraftværk Traswfynydd.
På skiferindustriens højdepunkt omkring år 1900 var adskillige miner i drift, og byen havde mere end 10.000 indbyggere, mens den i dag har under 5.000, og det primære erhverv er turisme. Overalt i og rundt om byen ligger de massive efterladenskaber fra skiferindustrien, og flere steder har området nærmest karakter af et spøgelses- eller månelandskab.
Det meste af byen ligger omkring hovedgaden, som er en lille del af A470 fra Cardiff til Llandudno. Nord for byen går vejen over bjergene, inden den bevæger sig ned igennem Conwy Valley.

## Seværdigheder
- Lllechwedd Slate Caverns er en stor, men nu lukket mine, har et lille museum og en lille jernbane. En speciel bane fører ned i den dybe del af minen. Flere forskellige rundvisninger og aktiviteter.
- Gloddfa Ganol / Oakeley Quarry er efter sigende verdens største skifermine og stadig i drift.

- Wikimedia Commons har flere filer relateret til Blaenau Ffestiniog